# Fiyi en los Juegos Paralímpicos de Pekín 2008
Fiyi estuvo representado en los Juegos Paralímpicos de Pekín 2008 por un deportista masculino. El equipo paralímpico fiyiano no obtuvo ninguna medalla en estos Juegos.